# La Défense
La Défense è un quartiere degli affari, in gran parte composto da grattacieli di uffici, condomini e centri commerciali, che sorge su parte dei comuni di Nanterre, Courbevoie e Puteaux (tutti nel dipartimento dell'Hauts-de-Seine), a ovest di Parigi.
All'estremità occidentale si trova un grande interscambio dei trasporti pubblici, costruito attorno e sopra la stazione ferroviaria preesistente allo sviluppo moderno dell'area. Esso comprende una stazione degli autobus, il capolinea della linea tramviaria T2, una stazione della linea A della RER, e il capolinea della linea 1 della metropolitana di Parigi, "La Défense". La linea 1 ha anche una stazione sull'estremità orientale, più vicina a Parigi, chiamata "Esplanade de La Défense".

## Storia

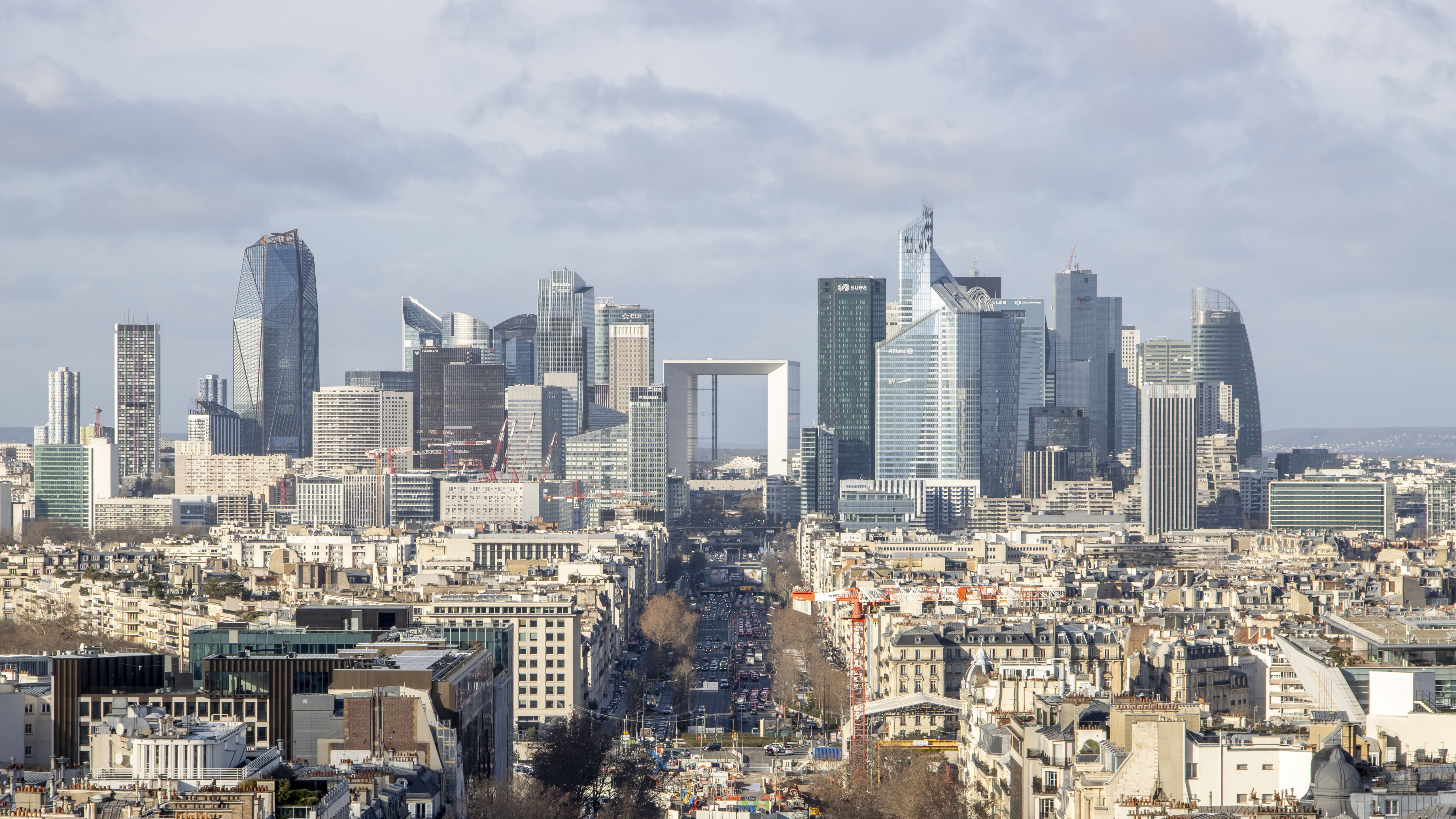
La Défense vista dall'Arco di Trionfo.

La Défense prende il nome dal monumento intitolato La Défense de Paris ("La Difesa di Parigi"), che venne realizzato nel 1883 per commemorare i soldati che avevano difeso Parigi durante la guerra franco-prussiana. Nel settembre 1958 venne fondato l'Établissement public pour l'aménagement de La Défense (EPAD, traducibile in "Istituto pubblico per l'allestimento de La Défense"), un organismo governativo volto a gestire e creare il nuovo centro direzionale parigino. Fu così che La Défense iniziò a prendere forma e i primi edifici, tra cui il grattacielo Esso, vennero costruiti e iniziarono a rimpiazzare vecchie fabbriche, ma anche alcune fattorie. Il Centre des nouvelles industries et technologies (CNIT, "Centro delle nuove industrie e tecnologie") venne costruito e messo in funzione nel 1958 e questi nuovi grattacieli di "prima generazione" apparivanto tutti identici e limitati a un'altezza di 100 metri.
Nei primi anni '70, in risposta ad una crescente richiesta, cominciarono ad apparire gli edifici della "seconda generazione". Il primo grattacielo per uffici fu la Torre Nobel progettato nel 1966. La crisi economica del 1973 quasi fermò ogni progresso; ciononostante, fra il 1972 e il 1974 fu costruita, fra le altre, la Torre FIAT, diventata nel 1995 Tour Framatome e oggi Tour Areva, alta 178 metri. A rilanciare il nuovo impulso edilizio contribuirono le torri di "terza generazione", che vennero costruite già nei primi anni '80. Il più grande centro commerciale d'Europa dell'epoca, il Quatre Temps, venne realizzato nel 1981.
Nel 1982 l'EPAD indisse il concorso Tête Défense con l'obiettivo di realizzare un edificio iconico che completasse quell'axe historique (asse storico) che collegava, non soltanto idealmente, il nuovo quartiere della Défense al centro di Parigi, attraversando i luoghi storici della capitale francese, ovvero il Louvre, Place de la Concorde e l'Arco di Trionfo. Contestualmente, gli edifici della Défense vennero rinnovati, costruite nuove strutture ricettive e prolungata la linea 1 della metropolitana. Il progetto vincitore fu quello dell'architetto danese Johann Otto von Spreckelsen, che consistette nell'avveniristica struttura della Grande Arche, ovvero un moderno trilite bianco ricavato da un cubo svuotato al suo interno, che ridefinisce l'interpretazione di arco come una sorta di cornice o di varco che si apre sul panorama della città, esattamente in asse con l'Arco di Trionfo del 1836 che si scorge in lontananza. I lavori di costruzione dell'edificio, ribattezzato ufficialmente Grande Arche de la Fraternité, iniziarono nel 1983 e vennero completati alla fine del 1988. L'edificio è stato inaugurato il 14 luglio 1989, in occasione del bicentenario della Rivoluzione francese e del vertice del G7, con una solenne cerimonia presieduta dal presidente della repubblica François Mitterrand.
Nel 1993 La Défense visse la sua seconda crisi e dovette attendere fino al 1997 per un significativo aumento dei visitatori. 
Oggi La Défense è il più grande centro direzionale di tutta Europa. Le principali aziende che vi hanno sede sono: SFR, Société générale, Total, Sanofi, e ArcelorMittal. Il grattacielo più alto è la Tour First, grazie alla trasformazione completata nel 2011. Con un'altezza di 231 metri per cinquanta piani, è anche il grattacielo più alto di Francia.

## Trasporti pubblici alla Défense

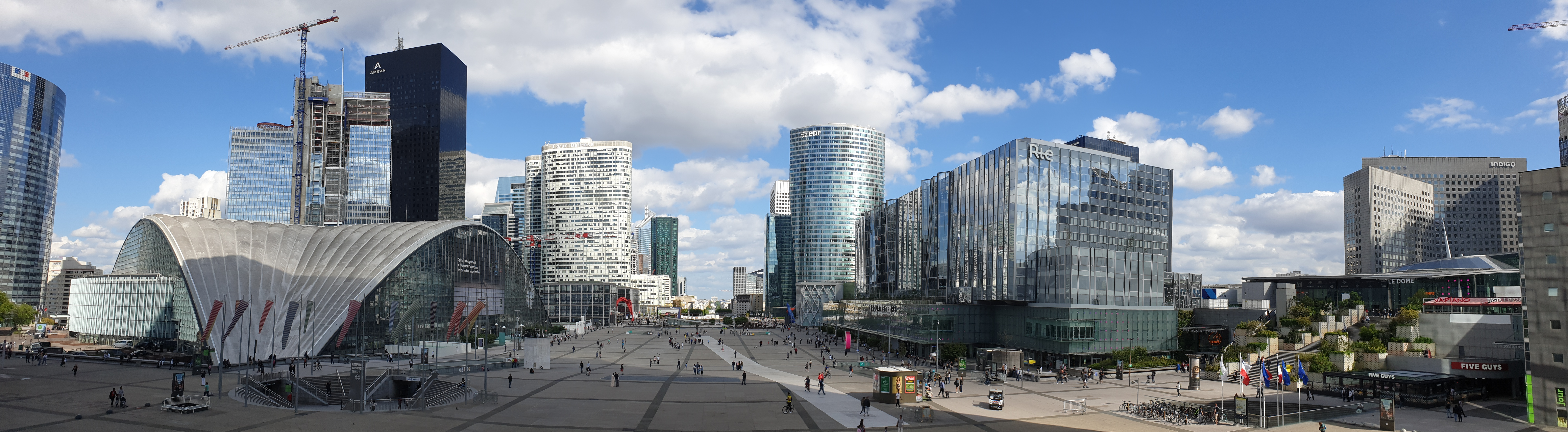
La Défense, vista dall'Arco nel 2019.

I trasporti pubblici hanno giocato un ruolo fondamentale nello sviluppo iniziale della Défense. Il CNIT, prima tappa nella costruzione del nuovo quartiere, non si trova lontano dalla linea Versailles - Saint-Lazare. Una stazione apposita venne dunque costruita su questa linea che passa oggi sotto l'Arco della Défense. Il quartiere conobbe la sua prima fase di espansione quando venne inaugurata, alla fine del 1969, la linea A della RER: la stazione sotterranea della Défense, particolarmente monumentale, assicura la connessione con la linea periferica, attualmente la Défense si trova a 11 minuti dal centro di Parigi, mentre gli abitanti della periferia Est possono arrivare in circa mezz'ora in questo nuovo luogo di concentrazione del terziario.
Per fronteggiare la crescita del traffico la linea 1 della metropolitana, il cui capolinea era Pont de Neuilly, venne prolungata nel 1992 fino all'Arco della Défense, in corrispondenza con le altre due linee precedentemente esistenti e alleggerendo il carico della linea A della RER che era completamente satura, detenendo attualmente il record mondiale del traffico con un milione di passeggeri giornalieri trasportati.
Nel 1997 venne inaugurata la linea di tram T2, assicurando un collegamento tra La Défense e Issy-les-Moulineaux. La capacità di questa linea è raddoppiata da quando è iniziato l'utilizzo dei tram di tipo Citadis.

## Educazione
Paris La Défense riunisce il cluster Pôle universitaire Léonard-de-Vinci, il IA Institut, un campus EPITA e 4 business school : EDC Paris Business School, ESSEC Business School, ICN Business School e IÉSEG School of Management.

## Dati statistici
Diviso in 4 grandi settori

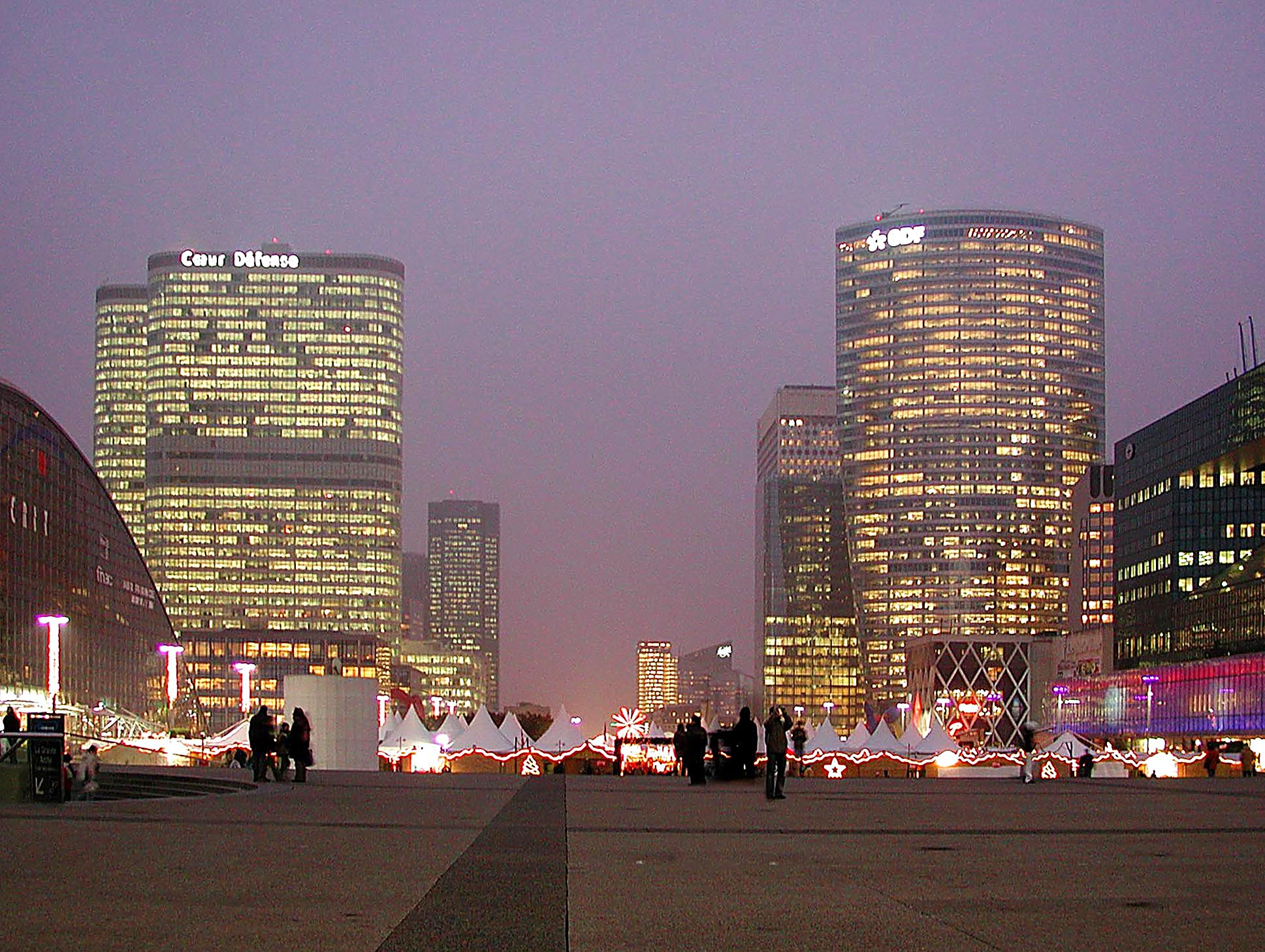
La Défense vista da sotto l'Arco.

- 310 000 metri quadrati di lastricato e marciapiedi
- 110 000 metri quadrati di verde
- 3 000 000 metri quadrati di uffici
- 150 000 impiegati
- 30 000 residenti
- 1 500 imprese (di cui 14 delle prime 20 aziende francesi e 15 delle prime 50 aziende mondiali)
- 2 600 camere d'albergo
- 70 monumenti e sculture moderni

## Progetti futuri
Alcuni nuovi grattacieli, T1 e Granit, sono in fase di costruzione. Nel frattempo Bernard Bled, direttore generale dell'EPAD, ha proposto al consiglio d'amministrazione dell'ente, il 2 dicembre 2005, un importante piano di sviluppo comprendente la costruzione di 850 000 m² di uffici e di 100 000 m² di nuove abitazioni, la costruzione di un grattacielo da 400 metri e il restauro dei grattacieli esistenti. Lo Stato dovrà dare una risposta a questo progetto che, se fosse realizzato, darebbe una nuova dimensione alla Défense. Il completamento del piano è previsto per gli inizi del 2015.
Questo piano ambizioso dovrà tuttavia superare alcuni ostacoli come le scarse prospettive a breve termine dell'economia francese, il desiderio delle amministrazioni pubbliche di riequilibrare l'impiego nel terziario troppo concentrato nella zona degli Hauts de Seine e la saturazione dei mezzi di trasporto che non potrebbero sopportare l'afflusso di nuovi impiegati.

## Torri e grattacieli
|    | Nome                   | Data di consegna | Altezza (m) | Piani | Stato       |
| -- | ---------------------- | ---------------- | ----------- | ----- | ----------- |
| 1  | Torre First            | 2011             | 231         | 55    | (Costruita) |
| 2  | Torre Total            | 1985             | 190         | 48    | (Costruita) |
| 3  | Torre Majunga          | 2012             | 195         | 42    | (Costruita) |
| 4  | Torre T1               | 2008             | 185         | 37    | (Costruita) |
| 5  | Torre Areva            | 1974             | 184         | 44    | (Costruita) |
| 6  | Torre Granite          | 2008             | 184         | 37    | (Costruita) |
| 7  | Torre Gan              | 1974             | 180         | 42    | (Costruita) |
| 8  | Tour Saint-Gobain      | 2020             | 178         | 44    | (Costruita) |
| 9  | Torre D2               | 2013             | 171         | 37    | (Costruita) |
| 10 | Tour Trinity           | 2020             | 167         | 33    | (Costruita) |
| 11 | Torri Société générale | 1995             | 167 (x2)    | 37    | (Costruita) |
| 12 | Torre EDF              | 2001             | 165         | 40    | (Costruita) |
| 13 | Torre Carpe Diem       | 2013             | 162         | 32    | (Costruita) |
| 14 | Torre Cœur Défense     | 2001             | 161         | 40    | (Costruita) |
| 15 | Torre Alto             | 2020             | 160         | 38    | (Costruita) |
| 16 | Torre Adria            | 2002             | 155         | 40    | (Costruita) |
| 17 | Torre Egée             | 1999             | 155         | 40    | (Costruita) |
| 18 | Torre Ariane           | 1975             | 152         | 36    | (Costruita) |
| 19 | Torre CBX              | 2005             | 143         | 34    | (Costruita) |
| 20 | Tour Eqho              | 1988             | 140         | 40    | (Costruita) |
| 21 | Torre Défense 2000     | 2001             | 136         | 46    | (Costruita) |
| 22 | Torre Europlaza        | 1972             | 135         | 31    | (Costruita) |
| 23 | Torre Les Poissons     | 1970             | 128         | 42    | (Costruita) |
| 24 | Torre Michelet         | 1985             | 127         | 34    | (Costruita) |
| 25 | Torre France           | 1973             | 126         | 41    | (Costruita) |
| 26 | Tour Franklin          | 1971             | 117         | 33    | (Costruita) |
| 27 | Tour Manhattan         | 1975             | 110         | 31    | (Costruita) |
| 28 | Torre Landscape        | 1983             | 101         | 28    | (Costruita) |
| 29 | Tour Eria              | 2021             | 59          | 23    | (Costruita) |

|   | Nome                        | Data di consegna | Altezza (m) | Piani | Stato                   |
| - | --------------------------- | ---------------- | ----------- | ----- | ----------------------- |
| 1 | Hermitage Plaza Torre Sud   | 2014             | 320 m       | 86    | (in progetto) Approvato |
| 2 | Hermitage Plaza Torre Est   | 2014             | 320 m       | 85    | (in progetto) Approvato |
| 3 | Torre Generali              | 2013             | 307,7 m     | 50    | (in progetto) Approvato |
| 4 | The Link                    | 2025             | 241 m       | 52    | (in costruzione)        |
| 5 | Torri Sisters               | ?                | 229 m       | ?     | (in progetto) Approvato |
| 6 | Torre Hekla                 | 2022             | 220 m       | 51    | (in costruzione)        |
| 7 | Tour des Jardins de l'Arche | ?                | 206 m       | N     | (in progetto) Approvato |
| 8 | L'archipel                  | 2021             | 106 m       | 24    | (in progetto) Approvato |

### La Défense, museo a cielo aperto

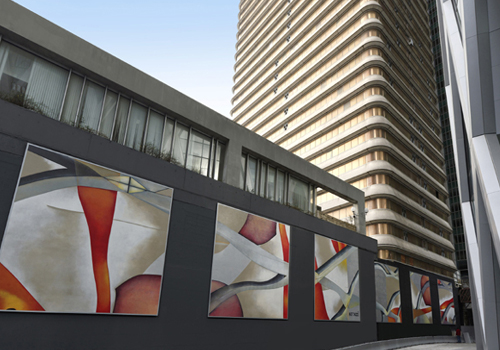
Guillaume Bottazzi senza titolo

La Défense è costellata di circa 70 Opere d'arte - affreschi e sculture moderne spesso di dimensioni monumentali che trovano in questo luogo una cornice ben adattata. I più notevoli sono:
- La Défense de Paris di Louis-Ernest Barrias, che ha dato il nome al quartiere - 1883
- L'Araignée rouge d'Alexander Calder – scultura - 1976
- Deux personnages fantastiques di Joan Miró - 1976
- Thumb di César Baldaccini, scultura di 12 metri - 1965
- La Fontana di Yaacov Agam - 1977
- Il Bacino di Takis - 1990
- la Linee doppie indeterminate di Bernar Venet - 1998
- Guillaume Bottazzi (senza titolo) - 2014
- La danza di Shelomo Selinger - 1983
- Le Moretti di Raymond Moretti - 1990

Come pure opere d'arte di François Morellet, Jean-Pierre Raynaud, Jean Dewasne, Richard Serra, Anthony Caro.